# Olayinka Sanni
Olayinka Sanni, née le 21 août 1986 à Chicago Heights (Illinois) est une joueuse américano-nigériane de basket-ball. Elle joue au poste de pivot.

## Biographie
Formée à l'Université de Virginie-Occidentale, Sanni y avait dans son année senior 16,2 pts et 7,1 rebonds de moyenne, qui lui ont permis d'être draftée en 18e choix de la Draft WNBA 2008 par le Shock de Détroit. Dans son année rookie, elle débute 9 des 31 rencontres qu'elle dispute réussissant 41 tir sur 82 (50 %) en 10 minutes de jeu; son équipe remporte le championnat. Elle retrouve un rôle comparable la saison suivante.
En 2008-2009, elle fait un premier séjour en LFB à Calais, puis la saison suivante en Israël à Raanana Hertzeliya.
Après une saison 2010 sans participer à la saison régulière ligue d'été nord-américaine, elle retrouve la WNBA en 2011 avec le Mercury de Phoenix, mais est coupée le 12 août 2011 pour être remplacée le lendemain par sa future adversaire en LFB Krystal Thomas. Elle s'engage en LFB pour la saison 2010-2011 avec Villeneuve-d'Ascq. Elle est une des joueuses les plus constantes d'une équipe qui effectue une de ses plus mauvaises saisons dans l'élite française, notamment en raison de plusieurs blessures. Elle resigne avec la même équipe pour 2011-2012.
Après quatre années dans le Nord, la dernière étant la moins consistante sur le plan statistique (10,6 points avec une adresse de 46,7 % à deux points, 4,5 rebonds et 1,8 passe décisive), elle rejoint les Flammes Carolo pour la saison LFB 2014-2015 pour succéder à Jacinta Monroe.

## Engagements
Avec ses frères et sœurs, elle a créé "The Sanni Foundation", qui a pour but d'aider les enfants et adolescents à grandir de manière responsable et les aider à accomplir leurs rêves grâce au sport : « J’ai toujours voulu travailler avec des enfants et je me suis dit que comme je jouais au basket, je pouvais utiliser le sport comme un outil afin de donner en retour grâce à ma propre fondation. »

## Palmarès
- Championne WNBA 2008
- Sélectionnée avec le Nigeria pour le Mondial 2006[5]
- Sélectionnée avec le Nigeria pour l'Afrobasket 2007[5]
- Médaille d'argent aux Jeux africains de 2007
- Médaille de bronze aux Jeux africains de 2011
- Médaille d'argent aux Jeux africains de 2015

### Distinctions personnelles
- All Big East Firt Team 2007 et 2008[5]